# Арвеладзе, Реваз (политик)
Реваз Арвеладзе (груз. რევაზ არველაძე, род. 28 октября 1941, Телави, Грузинская ССР) — грузинский инженер-энергетик, учёный, государственный и политический деятель. Депутат парламента Грузии II и VI созывов (1999-2004 и 2016—2020). Доктор технических наук. Президент энергетической Грузинской академии, академик.

## Биография
Родился 28 октября 1941 года в городе Телави, Грузинская ССР. 
Образование высшее. В 1964 году завершил обучение в Грузинском политехническом институте на энергетическом факультете.
С 1964 по 1992 годы работал на ответственных должностях в области энергетики: с 1964 по 1966 годы - энергетик Ахметского деревообрабатывающего завода, главный энергетик; с 1966 по 1980 годы трудился в энергетическом научно-исследовательском институте Грузии, старшим инженером, старшим научным сотрудником. 
С 1980 по 1985 годы выполнял обязанности старшего референта, а позже заместителя начальника отдела управления делами Совета Министров Грузинской ССР. С 1984 по 1991 годы работал в должности заместителя начальника "Сактаварэнерго", затем являлся первым заместителем начальника и главным инженером этого предприятия. С 1991 по 1996 годы работал в должности директора научно-исследовательского института энергетики и гидротехнических сооружений Грузии.
С 1992по 1993 годы Реваз работал министром топлива и энергетики Грузии. С 1996 по 1997 годы являлся первым заместителем министра того же министерства. С 1998 по 1999 годы работал в должности директора корпорации "Агора".
В 1999 году был избран депутатом II созыва в Национальный парламент Грузии от 18 избирательных округов, являлся председателем подкомитета по энергетике. 
С 2004 по 2009 годы работал консультантом АО "Сакрусэнерго", позже советник технического совета. 
С 2016 по 2020 годы был депутатом парламента Грузии 6-го созыва от избирательного блока "Грузинская мечта - Демократическая Грузия" по партийным спискам. 
Автор целого ряда научных работ, доктор технических наук.

## Награды
- 2001 — Орден Вахтанга Горгасали II степени.
- 2023 — Почётный гражданин Тбилиси[4].